# Kościół Katolicki Mariawitów w Argentynie
Kościół Katolicki Mariawitów w Argentynie (hiszp. Iglesia Católica de los Mariavitas) – wspólnota religijna działająca na terenie Argentyny, Urugwaju i Hiszpanii. Zwierzchnikiem Kościoła jest arcybiskup Claudio Paleka. 
Mariawityzm wyodrębnił się z polskiego Kościoła rzymskokatolickiego w 1906. Powodem secesji było niezaakceptowanie przez hierarchię polską i papieża w Rzymie działalności Zgromadzenia Kapłanów Mariawitów, które powstało na skutek objawienia Dzieła Wielkiego Miłosierdzia, jakie otrzymała siostra zakonna Maria Franciszka Kozłowska 2 sierpnia 1893 w Płocku.
Według doniesień mediów jest to wspólnota o charakterze synkretycznym, łącząca w swej teologii pewne elementy mariawickie, czy w ogóle chrześcijańskie, z mitologicznymi i fantastycznymi. Liczbę wiernych tego Kościoła należy oceniać na co najmniej kilka tysięcy. Kościół Katolicki Mariawitów w Argentynie uznaje kapłaństwo kobiet oraz dobrowolny celibat duchowieństwa.
Claudio Paleka sakrę biskupią otrzymał 11 marca 1992 od arcybiskupa Jeana Andreasa Prevosta, zwierzchnika Kościoła Katolickiego Mariawitów we Francji i równocześnie założyciela i zwierzchnika Gnostyckiego Kościoła Chrześcijańskiego. Dwa lata później arcybiskup Prevost mianował biskupa Claudio Palekę arcybiskupem Ameryki Południowej. 
Kościół Katolicki Mariawitów w Argentynie jest związkiem wyznaniowym prawnie zatwierdzonym i wpisanym do Narodowego Rejestru Kultów pod numerem 3021. 
Siedziba Kościoła znajduje się w Monserrat (Buenos Aires) przy ulicy Bolivar 751. Znajduje się tam kościół mariawicki pod wezwaniem Matki Bożej Kwietnej (de las Flores), nazywanej też Królową od Rzeczy Niemożliwych. Ponadto w miejscowości Mallin Ahogado (w pobliżu El Bolson) znajduje się klasztor de las Flores, którego przełożonym jest arcybiskup Paleka. Kościół wchodzi w skład Światowej Unii Kościołów Katolickich Mariawitów.
Wspólnota posługuje się rytem zbliżonym do obrządku mariawickiego stosowanego w Polsce. Msza Święta sprawowana jest tyłem do wiernych, a przodem do wystawionego w monstrancji Przenajświętszego Sakramentu. Korzysta także z mariawickiego kalendarza liturgicznego, uzupełniając go o własne wspomnienia i uroczystości.